# Hold Your Fire
Hold Your Fire is het twaalfde album van Rush, uitgebracht in 1987 door Anthem Records en Mercury Records. 

## Inleiding
Het album kwam tot stand in de normale volgorde van Rush destijds: album schrijven, album opnemen, toeren, vakantie en album schrijven etc. In dit geval kwam er een vakantie na de tournee behorend bij Power Windows, die in 1986 eindigde. Na enige tijd rust te hebben genomen begon drummer Neil Peart met de teksten voor het nieuwe album, alles werd gecentreerd rond het thema tijd. Bassist Geddy Lee begon thuis op zijn Macintoshcomputer (Peart werkte daarop ook) met Digital Performer te oefenen en gitarist Alex Lifeson experimenteerde thuis. Na verloop van tijd zag Peart in dat het thema tijd niet goed meer paste bij de teksten; het werd instinct, hetgeen weer leidde tot de titel Hold Your Fire. Het album nam serieuzere vorm aan tijdens een verblijf in de Elora Sound Studio in Ontario. Peart, Lee en Lifeson pasten hun bijdragen in de totaalcomposities. Rush, dat tot dan toe nog elpee- en muziekcassettegericht was, schreef Hold Your Fire voor de compact disc, die na een weifelend begin aan haar opmars begon. Nadat stukken uitgewerkt waren bemoeide muziekproducent Peter Collins met de geschreven stukken. Er kwamen negen nummers voor het album in aanmerking, maar band en Collins hadden liever tien nummers; in korte tijd werd Force Ten geschreven; het was 14 december 1986.
Het gehele circus verhuisde vervolgens naar Engeland om op 5 januari 1987 met de opnamen te beginnen in The Manor Studio. Er werd gekozen voor gescheiden opnametechnieken. Drums en bas werden analoog opgenomen de rest digitaal. Vanaf 7 februari 1987 werd er verder gewerkt, maar nu in de Ridge Farm Studio, waarbij Andy Richards zijn bijdragen opnam (aanvullend toetsenwerk) en Lifeson nog overdubs inzette in de gitaarpartijen. Opnamen gingen vanaf 1 maart 1987 verder in de AIR Studio in Montserrat en een geluidsstudio in Toronto voor verdere overdubs en orkestpartijen van Steve Margoshes (High Water, Mission en Second Nature) en Aimee Manns zang, nog aangevuld met een gospelkoor. Op 24 april was alles klaar en op 7 mei 1987 werd er in Parijs gemixt gevolgd door de mastering in New York in juli door Lifeson en Bob Ludwig.    

## Musici
- Geddy Lee - zang, basgitaar, toetsinstrumenten
- Alex Lifeson - gitaar
- Neil Peart – drums

Met
- Aimee Mann – aanvullende zang (2)
- Andy Richards – toetsinstrumenten, programmeerwerk
- Jim Burgess – programmeerwerk
- Steven Margoshes met orkest – strijkers
- Andrew Jackman met William Faerey Engeineering Brass band (Mirage Studios)

## Muziek
| Nr. | Titel                                             | Duur |
| --- | ------------------------------------------------- | ---- |
| 1.  | Force Ten (M: Lee, Lifeson; T: Peart, Pye Dubois) | 4:31 |
| 2.  | Time Stand Still (M: Lee, Lifeson; T: Peart)      | 5:09 |
| 3.  | Open Secrets (M: Lee, Lifeson; T: Peart)          | 5:38 |
| 4.  | Second Nature (M: Lee, Lifeson; T: Peart)         | 4:36 |
| 5.  | Prime Mover (M: Lee, Lifeson; T: Peart)           | 5:19 |
| 6.  | Lock and Key (M: Lee, Lifeson; T: Peart)          | 5:09 |
| 7.  | Mission (M: Lee, Lifeson; T: Peart)               | 5:16 |
| 8.  | Turn the Page (M: Lee, Lifeson; T: Peart)         | 4:55 |
| 9.  | Tai Shan (M: Lee, Lifeson; T: Peart)              | 4:17 |
| 10. | High Water (M: Lee, Lifeson; T: Peart)            |      |

Tai Chan is een experimenteel nummer, beïnvloed door Chinese klassieke muziek; de titel voert terug op de berg Taishan. Peart was daar op een fietstocht langsgekomen. Terugkijkend in respectievelijk 2009 en 2012 vonden Lee (in Blender) en Lifeson (in Total Guitar) dat het plaatsen van het nummer op dit album een vergissing bleek; Lifeson deelde Tai Chan toen in als een van de slechtste Rush-nummers ooit; het was het resultaat van naïviteit.

## Nasleep
De ontvangst was gematigd positief. Men was voornamelijk te spreken over de heldere productie; men was minder gecharmeerd door het toenemend synthesizergebruik en de steeds lichter wordende gitaar- en basklanken. Dat gecombineerd droeg ertoe bij dat criticasters de muziek te veel naar gangbare popmuziek, synthpop, vonden gaan. Teken aan de wand was dat het Rushalbum de Billboard Hot 100 niet meer afsloot met een top-10-notering, daar was de band wel aan gewend geraakt. Door de jaren heen kreeg het album toch waardering, ook weer toe te schrijven aan de warme productie. Er kwamen diverse heruitgaven, zoals in 1997, 2011 en 2015, waarbij niet altijd de originele mix werd gebruikt. 
In Nederland stond het originele album ondanks de matige ontvangst toch vijf weken in de Album Top 75; het piekte op de 40e plaats. Duitsland en Zweden lieten soortgelijke noteringen zien. En Engeland haalde het in vier weken de tiende plaats; een matige neergang ten opzichte van vorige albums. In de Verenigde Staten stond het dertig weken genoteerd met een hoogste positie op 13.
De band deed in 1988 na vijf jaar afwezigheid ook Nederland aan plaats van handeling was Sportpaleis Ahoy waarbij de muziek bijna werd overheerst door de lichtshow, aldus de mening van Louis du Moulin van Het Vrije Volk. Passend in de traditie van Rush was dat het volgend album weer een livealbum was.